# ナッティ
ナッティ（英: NATTY、朝: 나띠、泰: นัตตี้、2002年5月30日 - ）は、タイ出身の韓国の歌手。S2エンターテインメント所属。本名はアンナチャヤ・スプティポン（泰: อาณัชญา สุพุทธิพงศ์）。身長165cm、体重53kg、血液型はO型。韓国のガールズグループ・KISS OF LIFEのメンバー。

## 来歴
2002年5月30日、タイのバンコクに生まれる。その後、韓国に渡り、SMエンターテインメント、JYPエンターテインメントの練習生となった。
2015年5月から7月にかけて、TWICEが誕生したMnetの公開オーディション番組『SIXTEEN』に出演。優れたボーカルやダンスの実力を披露するも脱落。
2017年6月29日、JYPエンターテインメントを退所。同年7月から9月にかけて、fromis_9が誕生したMnetの公開オーディション番組『アイドル学校』に出演するも、最終順位13位で脱落。
2020年4月6日、SWINGエンターテインメントへ入所。同年5月7日、1stシングル「NINETEEN」をリリースし、正式にソロデビューを果たした。11月12日には2ndシングル「Teddy Bear」をリリース。
2022年7月12日、S2エンターテインメントへ入所。
2023年7月5日、KISS OF LIFEのメンバーとしてデビュー。

## 作品

### シングル
| No. | タイトル                    | 収録曲                              |
| --- | --------------------------- | ----------------------------------- |
| 1st | NINETEEN (2020年5月7日)     | 1. NINETEEN 2. NINETEEN (Inst.)     |
| 2nd | Teddy Bear (2020年11月12日) | 1. Teddy Bear 2. Teddy Bear (Inst.) |

### ミュージックビデオ
Official NT - YouTubeチャンネル
| 年     | M/V                     | Dance Practice                                     |
| ------ | ----------------------- | -------------------------------------------------- |
| 2020年 | - NINETEEN - Teddy Bear | - NINETEEN - NINETEEN (Mirrored Ver.) - Teddy Bear |

## 出演

### テレビ番組
- SIXTEEN（2015年5月5日 - 7月7日、Mnet）
- アイドル学校（2017年7月13日 - 9月29日、Mnet）